# ABP News
ABP News，是印度ABP集團旗下的印地語免費電視新聞頻道。該頻道最初於1998年以星空傳媒旗下频道Star News的名稱推出。
該頻道在2022年榮獲第21屆印度電視學院獎（Indian Television Academy Awards）中的最佳印地語新聞頻道獎。

## 頻道歷史
ABP News於1998年2月18日由衛星電視供應商星空傳媒印度（今迪士尼星空）與新德里電視台合作推出，原名為 STAR News，頻道節目由 NDTV 製作。最初，ABP News 是一個雙語頻道，以英語和印地語播出， 但自2003年與新德里電視台的合約到期後，其節目改為僅提供印地語。
同年，印度政府推出了一項指導方針，將外資在國家新聞業務的持股比例限制在26%。由於星空印度公司是總部位於香港的衛星電視有限公司（Star TV ）的全資子公司，該公司與ABP集團合資成立了一家新公司，並接管STAR News 的業務。 ABP持有74%的多數股權，而星空傳媒印度則減持了剩餘的26%股權。
2012年4月16日，ABP 集團與迪士尼星空宣布終止STAR的品牌授權協議，STAR News 更名為 ABP News。
2020 年下半年，ABP 的所有頻道（包括 ABP News）都進行了逐步改版，首先是 2020 年 7 月將母公司與子公司「ABP News Network」更名為「ABP Network」。此外，ABP News 購買了能夠以1080p 製播內容的新設備，並推出了高畫質頻道。在推出高畫質頻道，ABP News 已於同年 2 月在串流媒體服務Disney+ Hotstar 和 ABP 的線上平台上獨家推出了測試高畫質頻道。